# Margot Marsman
Margot Marsman, née le 9 février 1932 à Haarlem et morte le 5 septembre 2018 dans la même ville, est une nageuse néerlandaise.

## Biographie
Margot Marsman participe aux Jeux olympiques d'été de 1948 à Londres et remporte la médaille de bronze sur 4x100 mètres nage libre avec Irma Heijting-Schuhmacher, Marie-Louise Linssen-Vaessen et Hannie Termeulen.